# Азербайджанский музей истории таможни
Азербайджанский музей истории таможни (азерб. Azərbaycan Gömrük Tarixi Muzeyi) — музей, отражающий историю азербайджанской таможни. В музее сохраняются конфискуемые таможенниками предметы и произведения, представляющие культурную ценность. Расположен в столице Азербайджана, в городе Баку, проспект Иншаатчылар, 2.

## История
Музей истории таможни был создан Государственным таможенным комитетом 23 марта 2006-го года.
27 января 2007 года была открыта секция Музея истории таможни — объединение «Азертерминалкомплекс».
В 2008 году Музей был принят в Азербайджанский Национальный Комитет Международного Совета музеев.
C сентября 2008-го года музей является членом Международной Ассоциации Музеев Таможни.
С 2010-го года секция «Азертерминалкомплекс» была преобразована в филиал Музея истории таможни. После подтверждения со стороны Министерства культуры и туризма Азербайджана Филиал музея имеет свой фонд и постоянную экспозицию.

## Деятельность музея
Музей был создан в целях ознакомления сотрудников таможни и общественности с образцами главных привозных и вывозных предметами, с контрабандными товарами и средствами сокрытия контрабанды. Музей строит свою деятельность на традиционном музееведении и на уровне, который соответствует актуальным требованиям современности. Воспользовавшись опытом зарубежных музеев, в том числе работой таможенных музеев, проводится пропагандистская работа его коллекции.
Осуществляется показ экспонатов таможенного музея, в основном, по странам ЕС.
Коллекция музея обширна как по тематике, так и с региональной точки зрения. Музейное собрание составляют в основном документы и фотографии, отражающие историю таможни, а также произведения искусства, созданные различными мастерами. В музее представлены экспонаты, охватывающие различные периоды, а также предметы, изъятые при попытке вывоза из Азербайджана контрабандным путем. Музей истории Азербайджанской таможни, в котором выставлены различные антикварные товары, другие экспонаты, представляющие историческую и художественную ценность, свидетельствуют о борьбе сотрудников таможни с контрабандой и выступают показателем приверженности национальным интересам и духовным ценностям. До 2006 года сотрудники таможни Азербайджана передавали в музеи все конфискованные предметы искусства. Затем началась работа по систематизации обнаруженного антиквариата, который пытаются вывезти за границу.
В коллекции филиала Музея истории таможни Азербайджана собраны и хранятся ворсовые и безворсовые ковры, восточные скульптуры первого тысячелетия, медная посуда, широко используемая в быту, древние монеты, древние экземпляры священного Корана, древние иконы, ювелирные изделия, огнестрельное оружие XVII—XIX веков, кинжалы, изъятые при попытке вывоза из Азербайджана контрабандным путем. В коллекции филиала Музея таможни имеется отдел современного изобразительного искусства, представленный произведениями живописи, скульптуры и декоративно-прикладного искусства. Данный отдел сформировался в результате совместных усилий музея и Союза художников Азербайджана.
Азербайджанский Музей истории таможни передает конфискованные до сегодняшнего дня научно-исторические, а также священные религиозные книги, иконы, иные предметы религиозно-культовых обрядов и предметы, представляющие историческую и культурную ценность. Впервые передача конфискованных азербайджанскими таможенниками религиозных книг и икон соответствующим религиозным конфессиям была осуществлена Государственным таможенным комитетом еще до образования музея — в 1999-м году.

## Филателия
Ниже представлена галерея почтовых марок с изображением экспонатов Музея истории таможни Азербайджана.

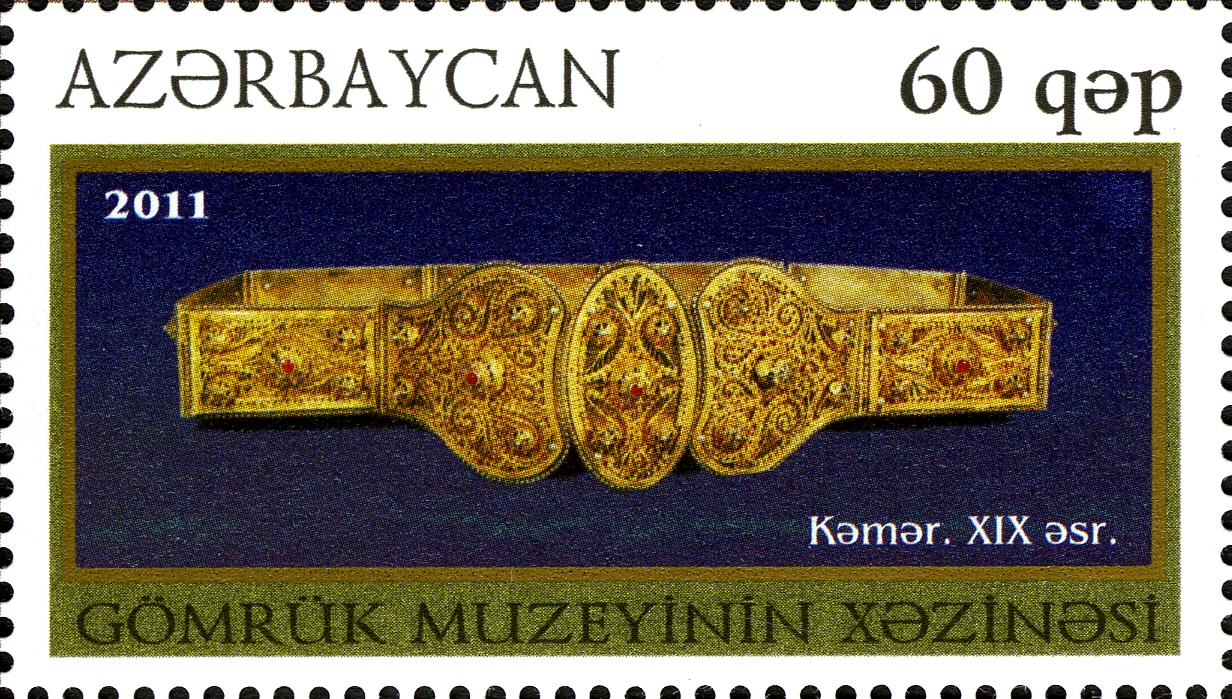
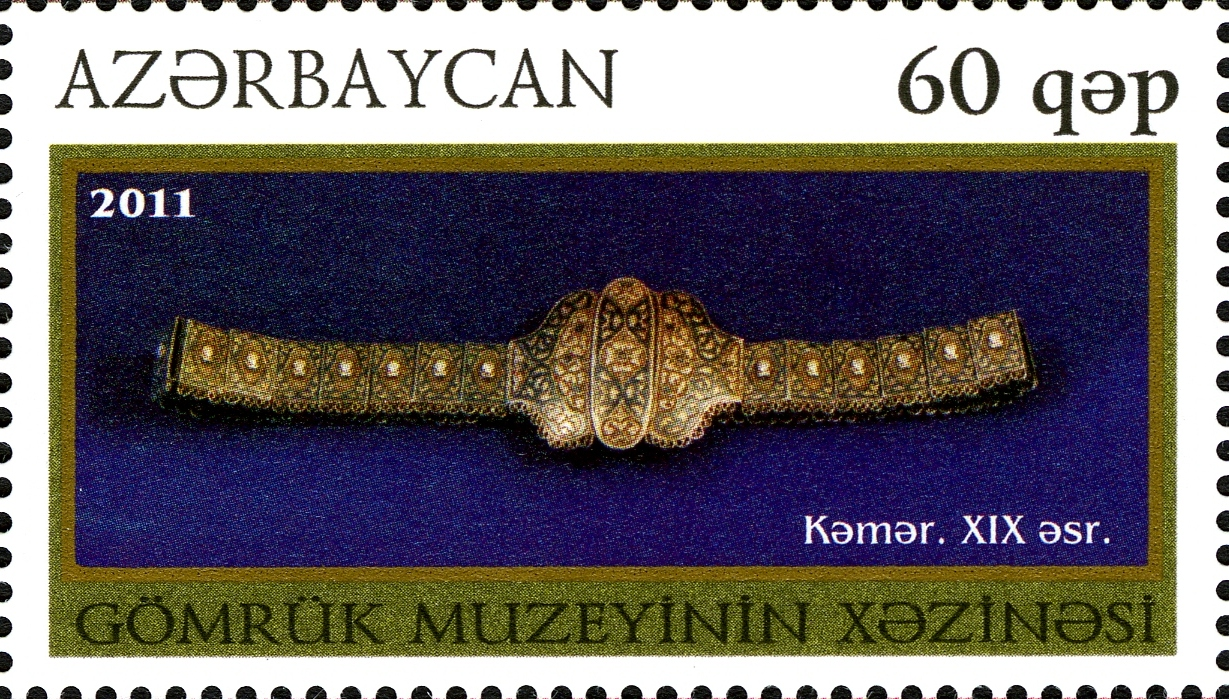
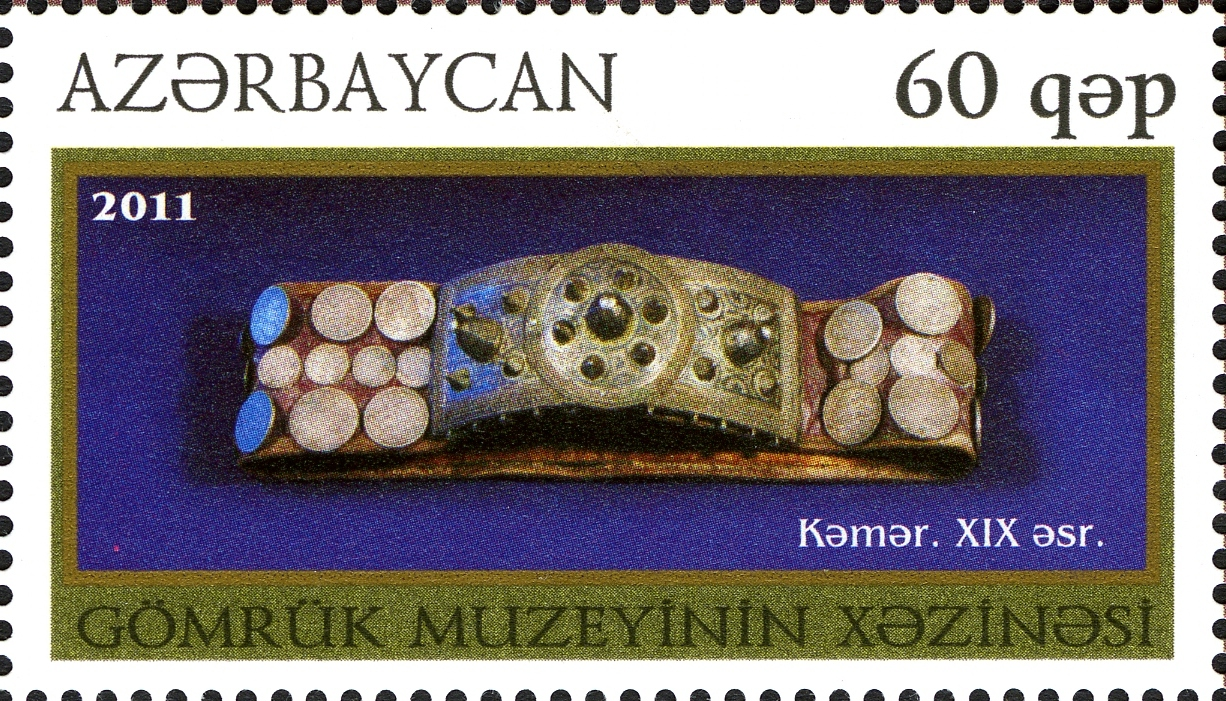
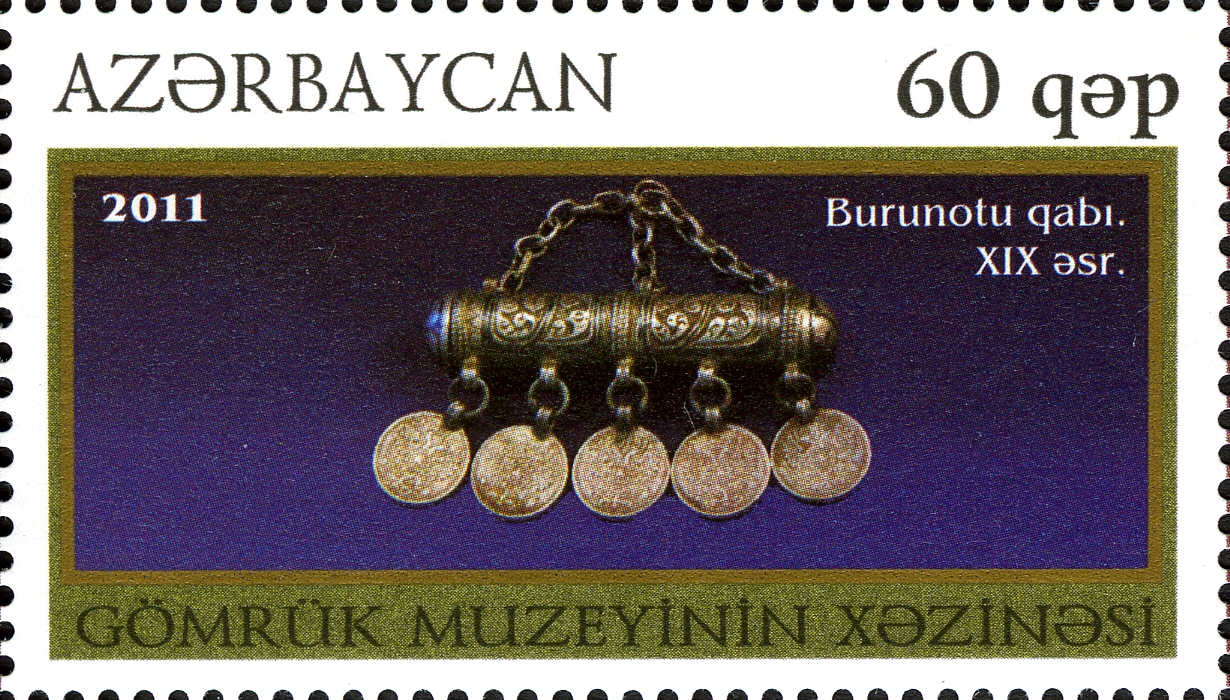
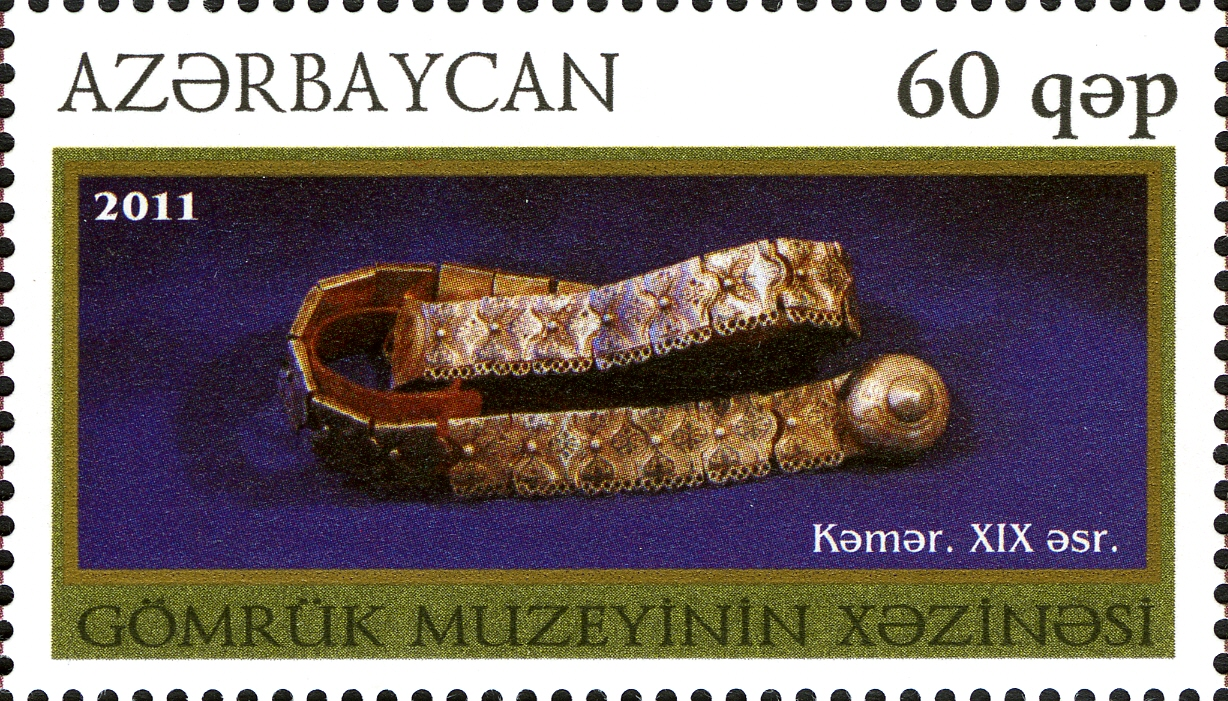
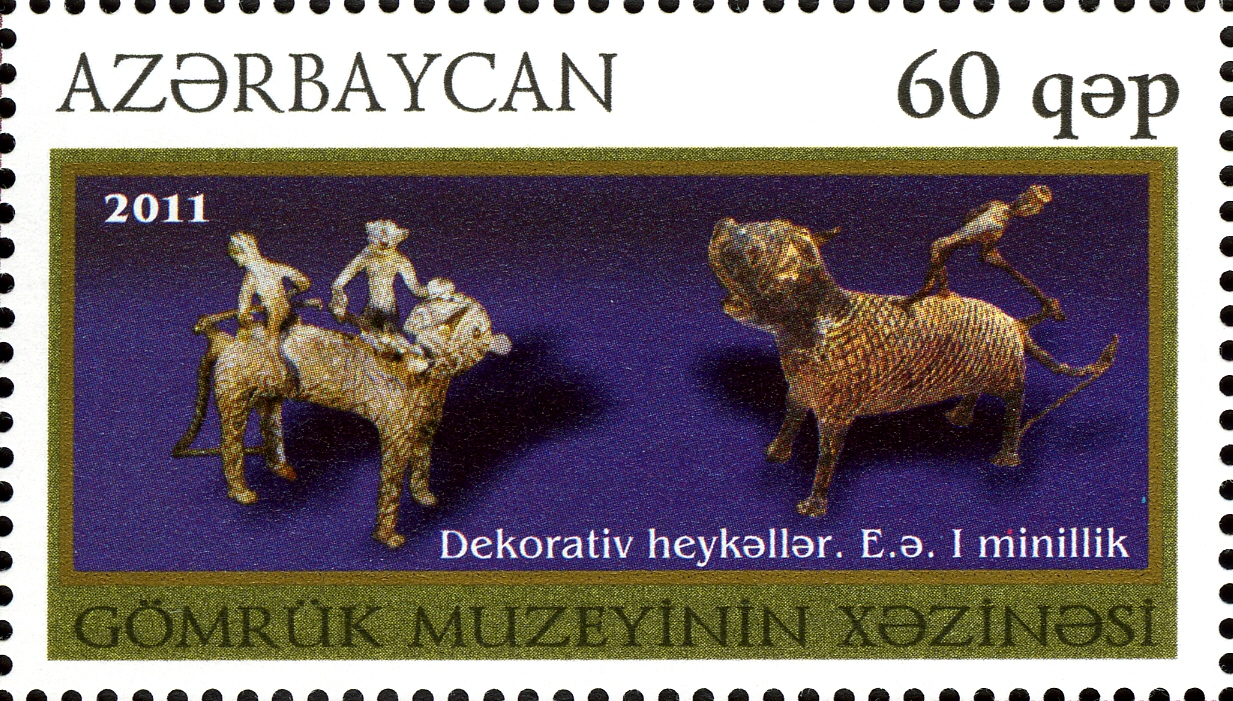
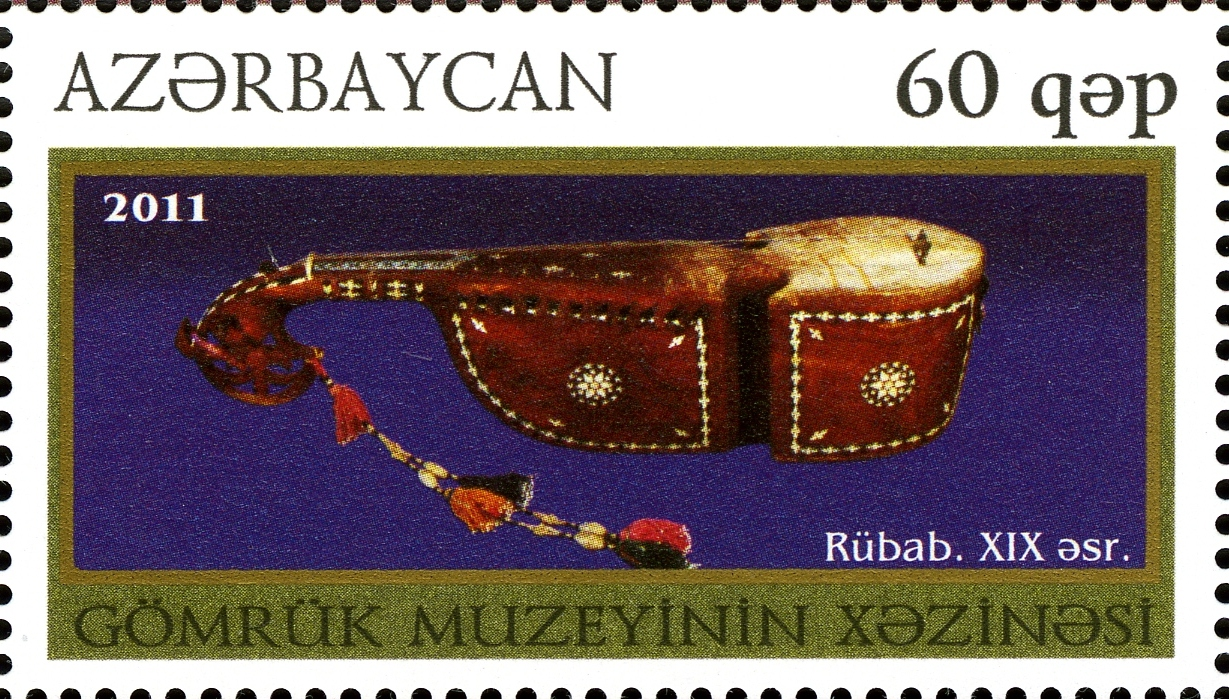
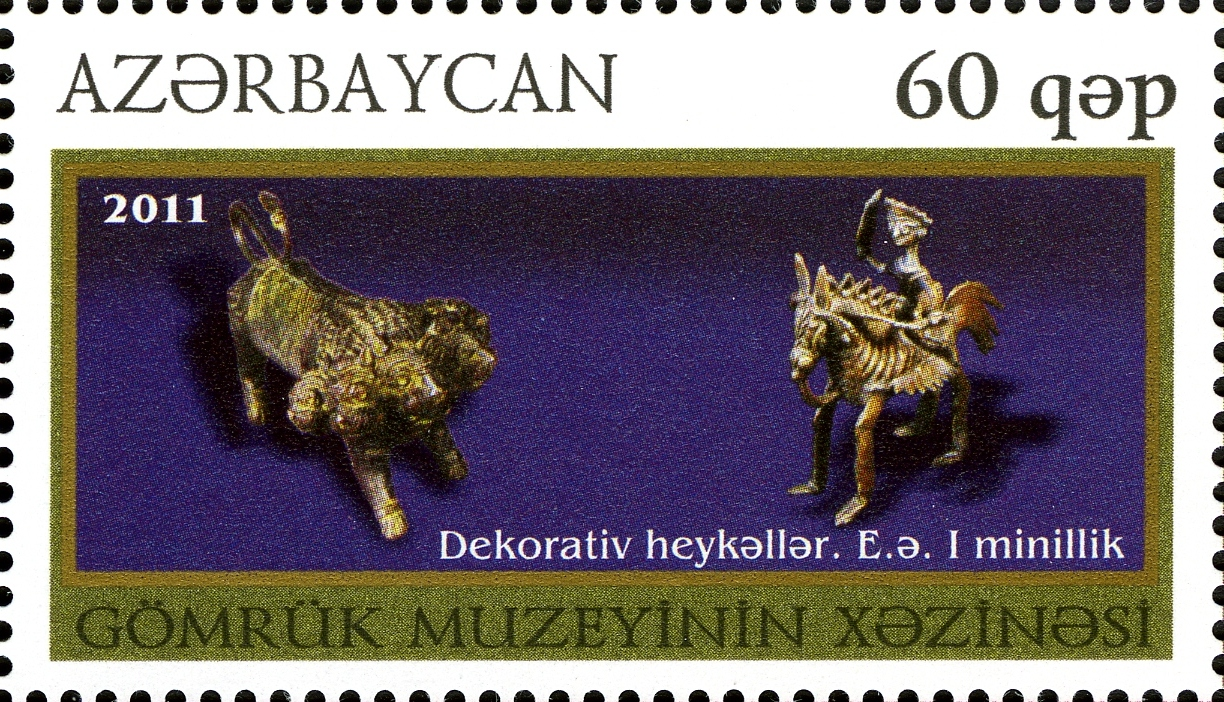

Экспонаты музея таможни, изображенные на почтовых марках
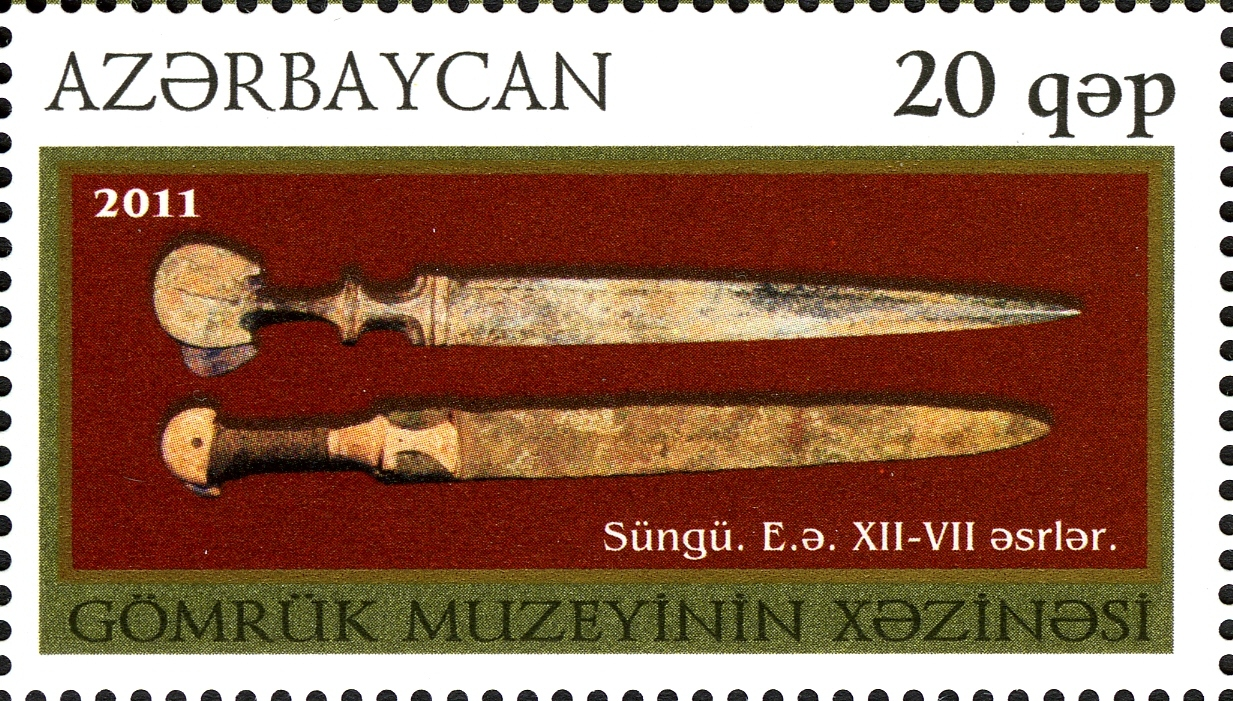
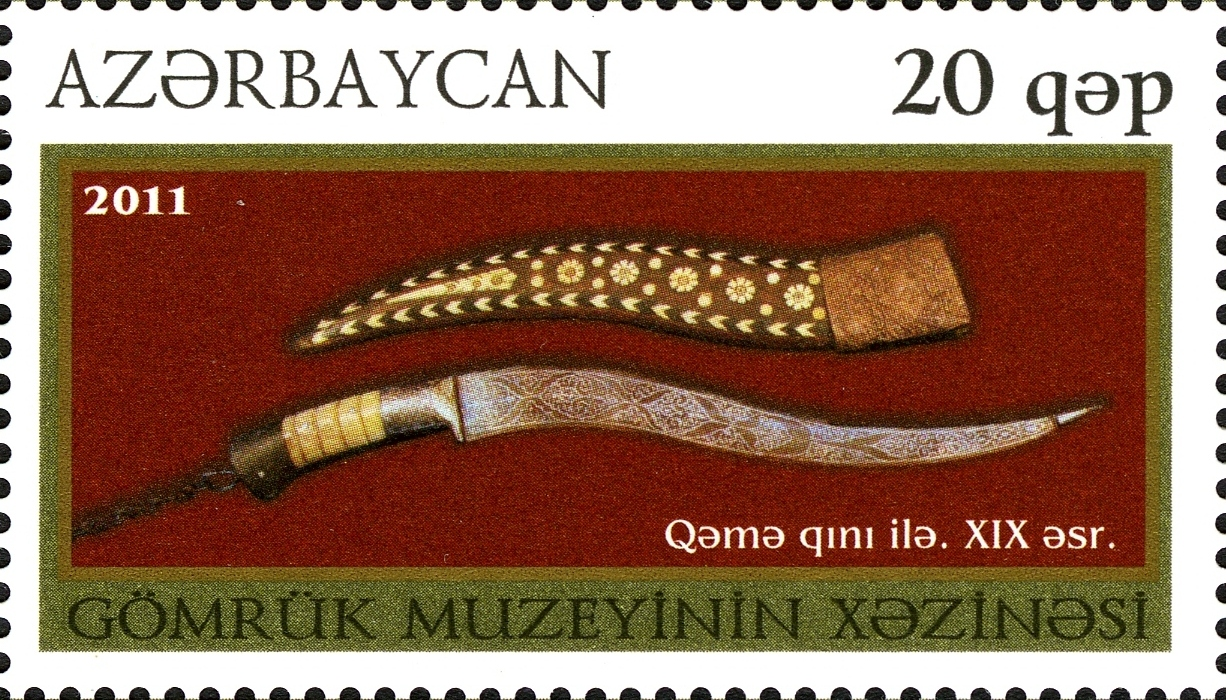
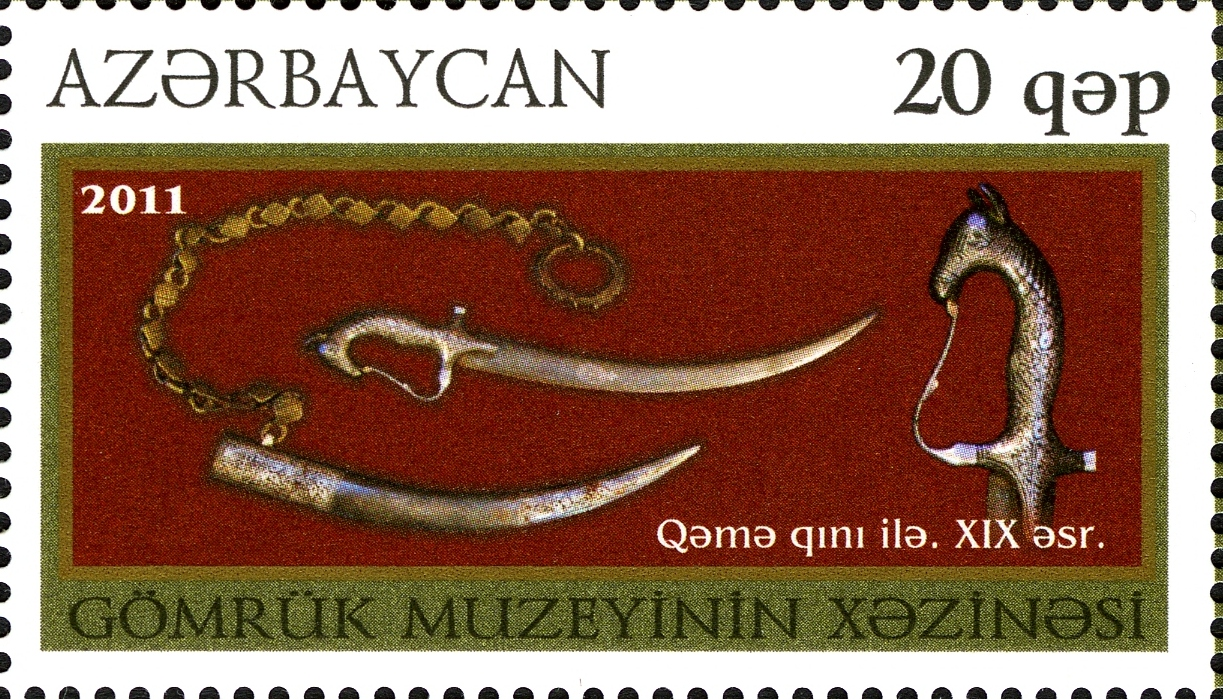
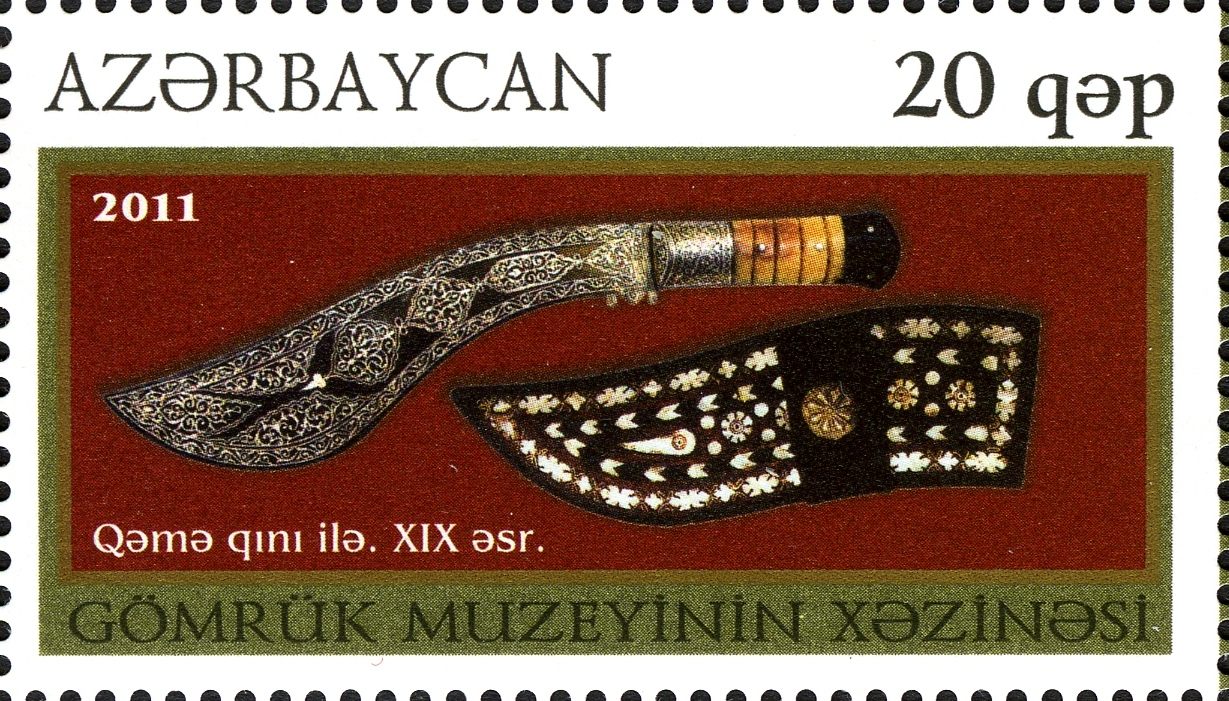
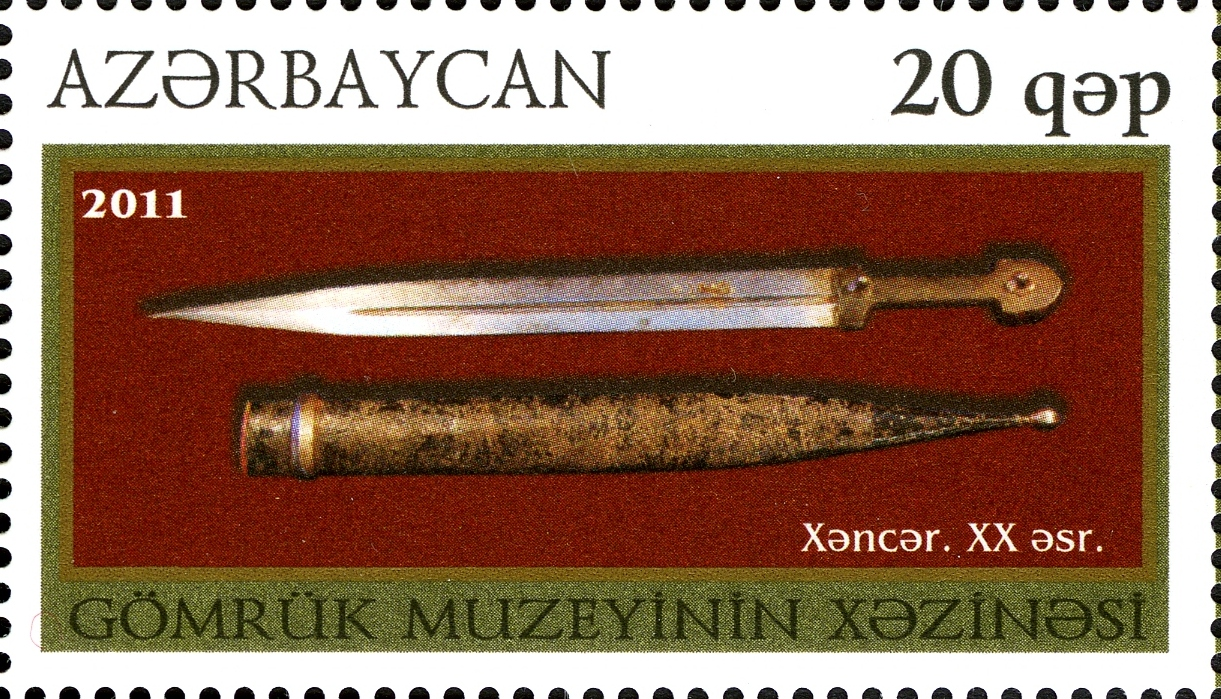
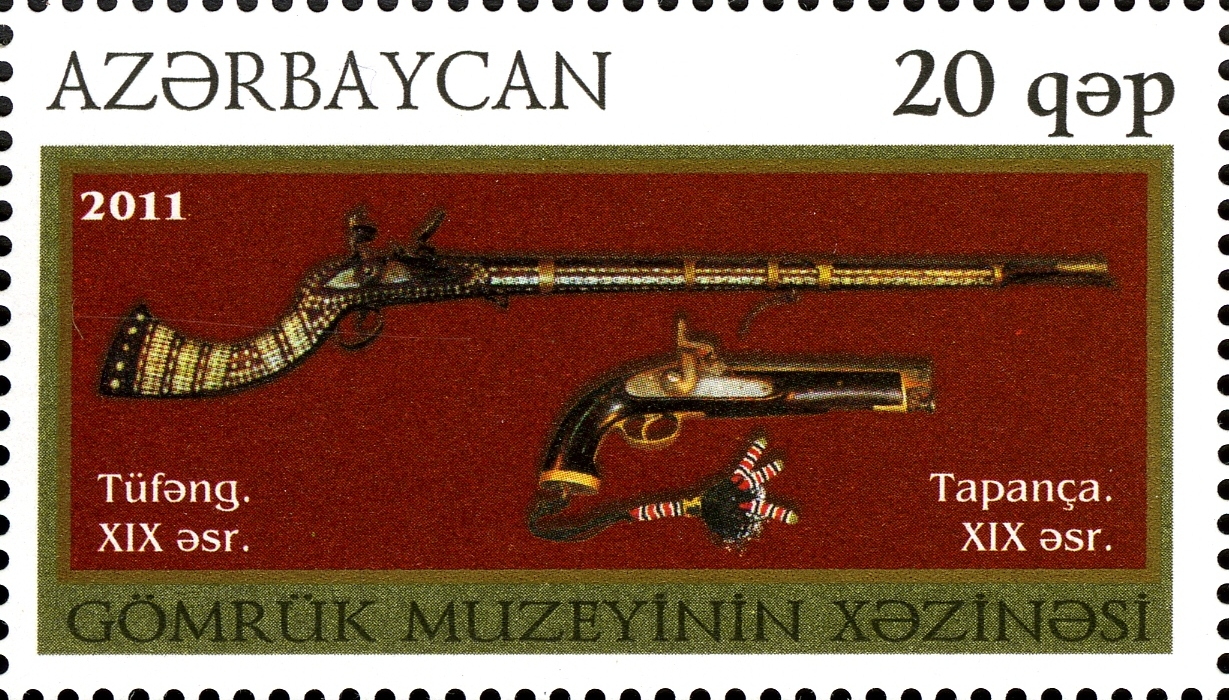
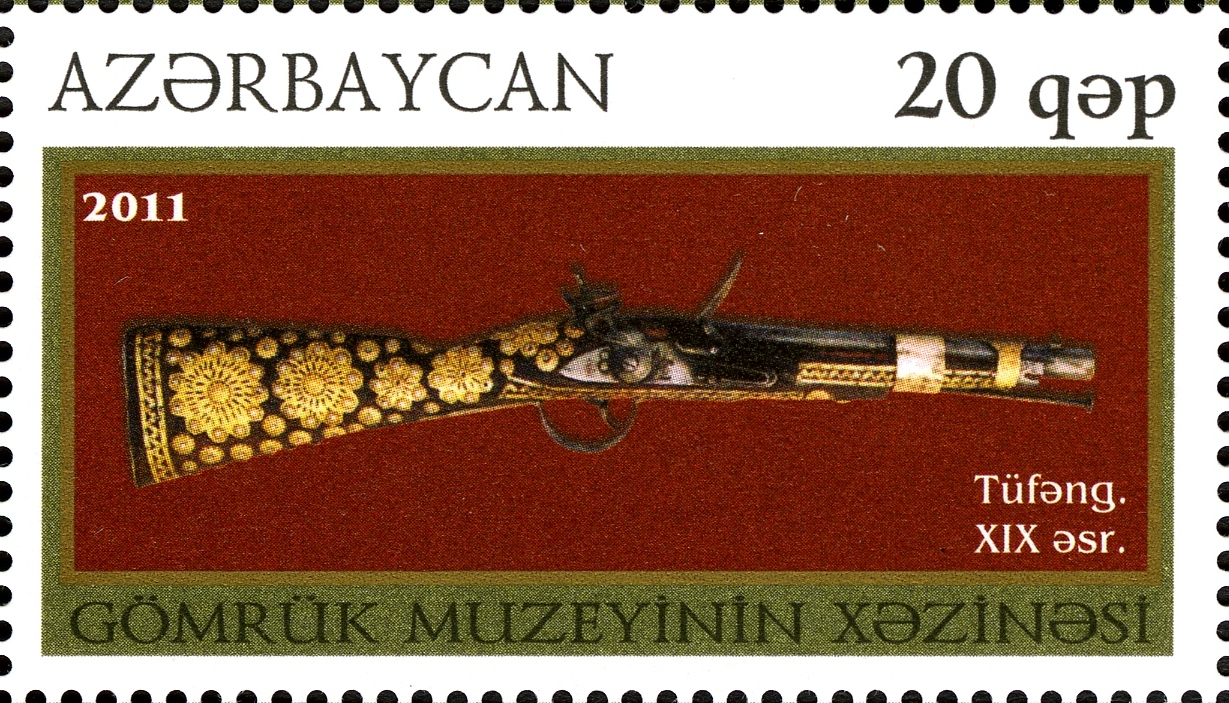
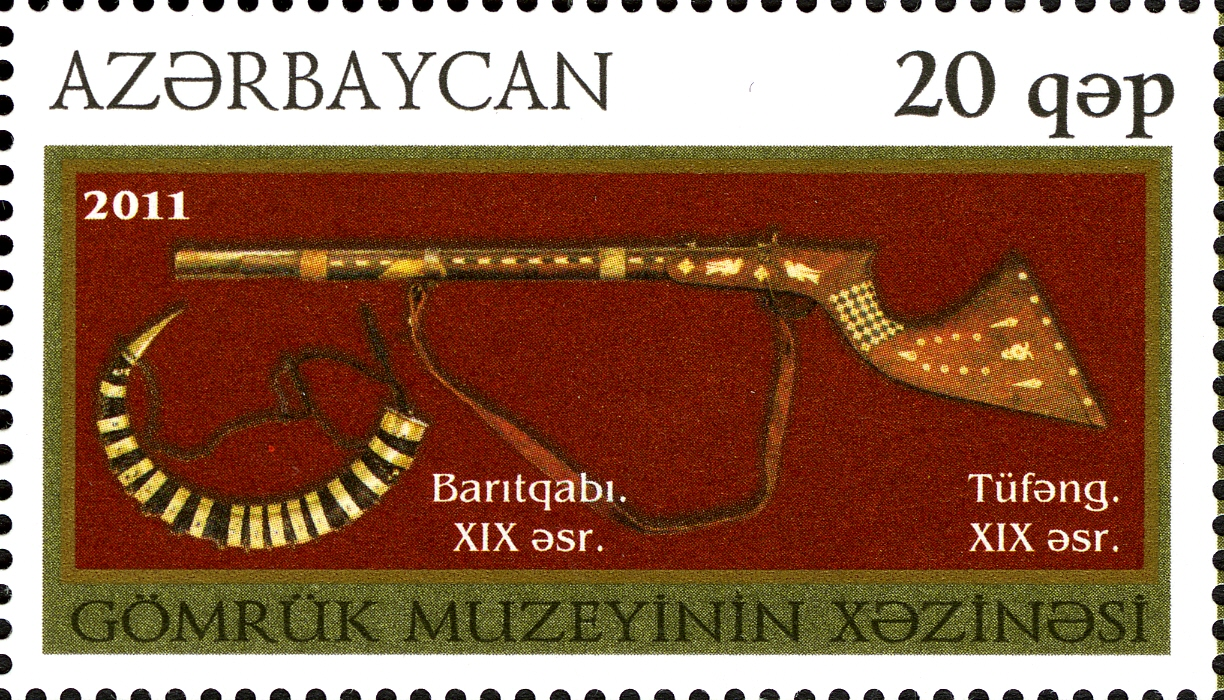